# André Rollet
Pour les articles homonymes, voir Rollet.
André Gustave Rollet, né le 8 octobre 1905 à Ivry-sur-Seine et mort le 19 avril 1985 dans le 12e arrondissement de Paris, est un footballeur international français.

## Biographie
André Rollet obtient sa première licence de football au FECL, le Football Étoile Club de Levallois, en 1921.
Il joue en équipe première de 1923 à 1930, date de la fusion avec le Racing Club de France.
Durant plusieurs années il est le capitaine du FC Levallois, d'où sont issus de nombreux internationaux : Vaast, Grillon, ...
Il joue licencié jusqu'à l'âge de 61 ans au Club Athlétique de Paris 12e[réf. nécessaire].
Commissaire aux comptes du club des internationaux de football[réf. nécessaire], il reçoit la médaille d'argent de la Ligue parisienne de football ainsi que la médaille de bronze de la Jeunesse et des Sports en 1976[réf. souhaitée].

## Sélections
- 6 sélections en équipe de Paris.
- 5 sélections en équipe de France B (capitaine contre la Tunisie en 1928, remise de la médaille du Nicham Iftikar).
- 2 sélections en équipe de France militaire.
- 4 sélections en équipe de France A en 1927 : contre l'Italie, l'Espagne, l'Angleterre et la Hongrie.
- Sélectionné pour les Jeux olympiques d'Amsterdam en 1928.
- une dizaine d'autres sélections pour des matches amicaux : France - Oranie, France - Afrique du Nord, etc.